# Матевосян, Аракс Суреновна
Аракс Суреновна Матевосян — композитор, пианистка, педагог, заслуженный деятель искусств РФ, профессор Ростовской консерватории.

## Биография
Аракс Суреновна Матевосян родилась 31 июля 1941 года в Ростове-на-Дону. В возрасте 5 лет она начала заниматься в музыкальной школе им. М. М. Ипполитова-Иванова, в подготовительном классе, который вела педагог А. Ф. Березняк. Учителем по фортепиано была М. И. Бескина-Компанеец.
В возрасте 14 лет поступила в Ростовское училище искусств и стала учиться по классу фортепиано. Композицией Аракс Матевосян занималась у заслуженного деятеля искусств РСФСР А. П. Артамонова, по классу фортепиано ее учителем был З. А. Гринберг.
В 1964 году окончила Московскую государственную консерваторию по классу фортепиано профессора В. К. Мержанова, а также по классу композиции профессора А. И. Хачатуряна. Ее преподавателями были А. Г. Шнитке по чтению партитур, Э. В. Денисов по курсу анализа, В. Г. Агафонников, а Ю. А. Фортунатов учил искусству инструментовки.
В 1966 году после окончания консерватории, стала членом Союза композиторов СССР.
В период с 1964 по 1975 год преподавала специальное фортепиано в РУИ. В 1975—2017 году — преподаватель Ростовской государственной консерватории им. С. В. Рахманинова.
У Аракс Матевосян была общая творческая деятельность с Арамом Хачатуряном, которая длилась вплоть до его смерти в 1978 году.
Написала камерные оперы «Любовь графини Д. в письмах и стихах», «Милый лжец», «Девочка в тюльпане». Эти произведения были исполнены на композиторских форумах в России, в Болгарии, Польше, Германии, Италии, Словении, США.